# Ponte romana de Alfundão
A Ponte romana de Alfundão é uma infra-estrutura histórica na aldeia de Alfundão, no concelho de Ferreira do Alentejo, em Portugal.

## Descrição e história
A ponte está situada junto ao Largo Inocêncio Ventura, em Alfundão. Foi construída em pedra, argamassa e tijolo, com uma calçada em pedra, e apresenta três arcos redondos, dos quais o central tem um raio maior. É um dos vestígios romanos em Alfundão, onde também foram encontradas algumas ruínas daquele período.
Segundo a tradição popular, foi construída durante a época romana, embora também possa ter sido edificada no século XVI. Neste último caso, podem ter sido aproveitados os materiais ou a estrutura de uma ponte anterior.